# Almoite
Almoite (llamada oficialmente Santa María de Almoite) es una parroquia y un lugar español del municipio de Baños de Molgas, en la provincia de Orense, Galicia.

## Organización territorial
La parroquia está formada por una entidad de población:
- Almoite

## Demografía
Gráfica demográfica del lugar y parroquia de Almoite según el INE español:
| Gráfica de evolución demográfica de Almoite entre 2000 y 2022 |
|                                                               |
| Datos según el nomenclátor publicado por el INE.              |